# Quartier Rochambeau
Le quartier Rochambeau est situé à Vendôme, dans le département français de Loir-et-Cher. 

## Historique
Elle fait l’objet de deux inscriptions au titre des monuments historiques par arrêtés des 2 juillet 2002 et 18 décembre 2020.

## Description

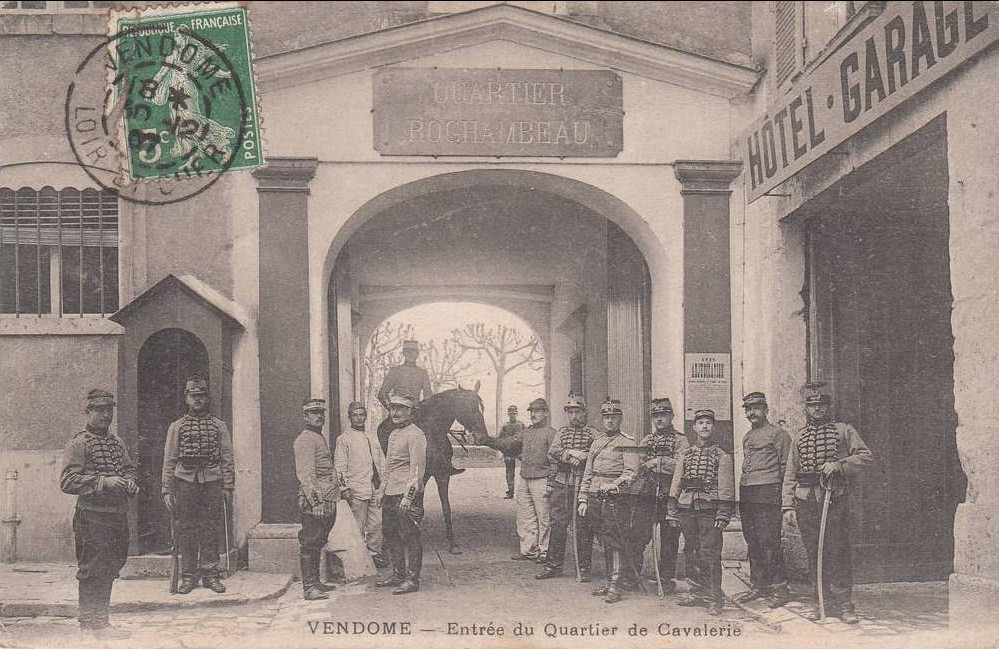
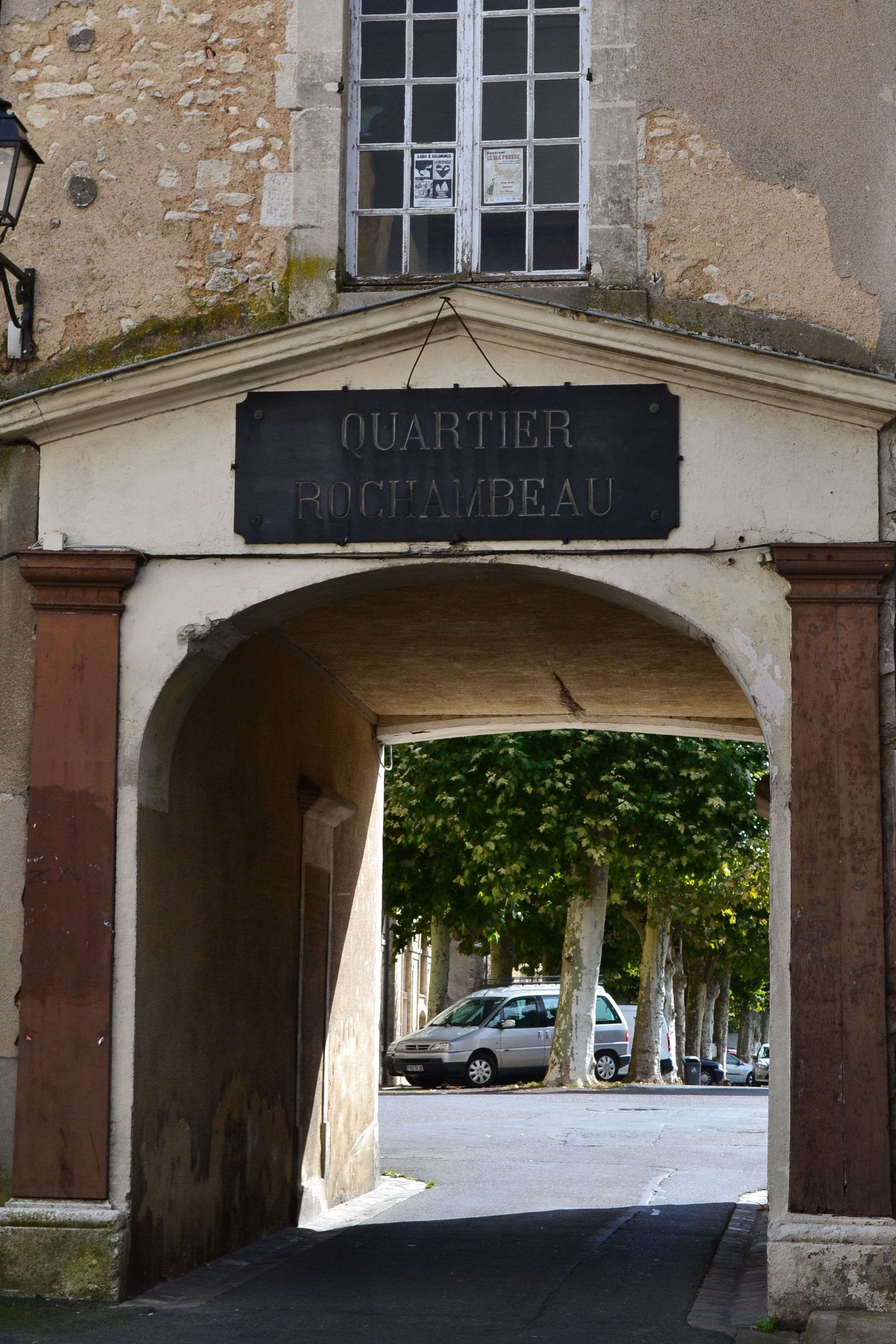
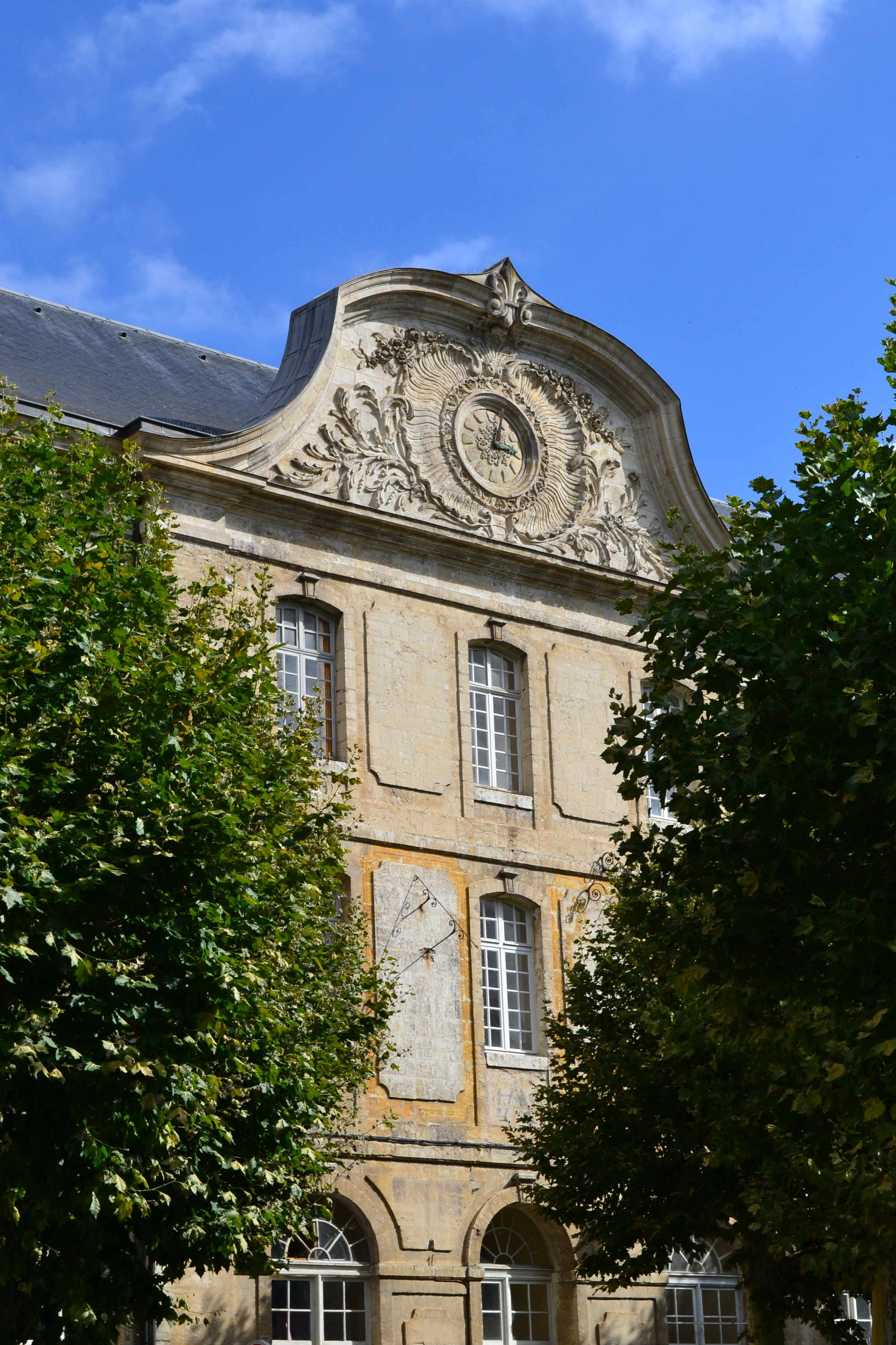
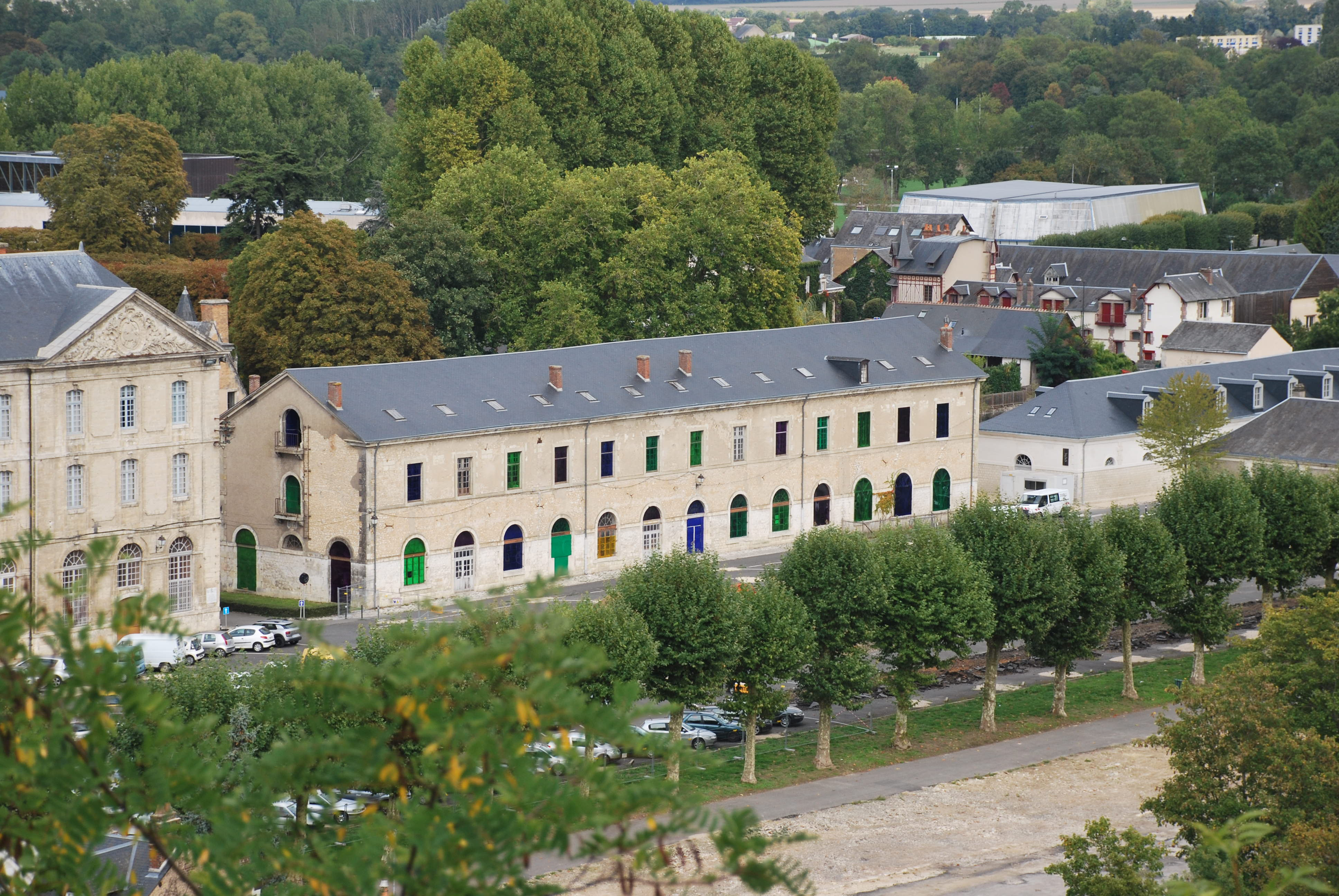
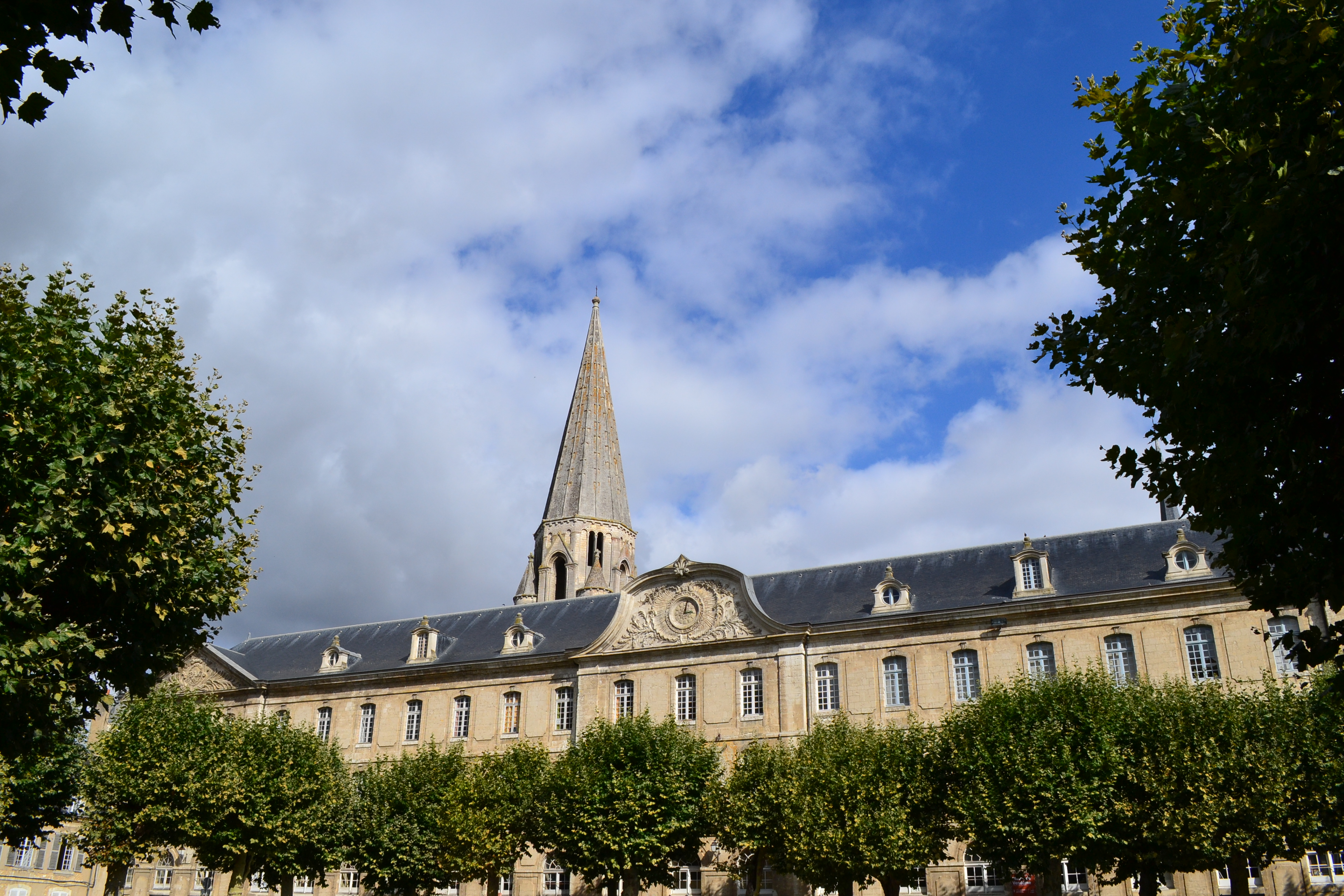